# برث (إسكتلندا)
بِرث (بالإنجليزية: Perth)‏ وهي مدينة في اسكتلندا في المملكة المتحدة، تقع على ضفة نهر راي ويبلغ عدد سكان المدينة حسب إحصاء سنة 2012 47,180 نسمة، ينحدر من هذه المدينة المؤرخ الإسكتلندي والتر سكوت ويمثل هذه المدينة في الدوري الاسكتلنددي نادي سانت جونستون.

## المناخ
يظهر الجدول التالي التغييرات المناخية على مدار السنة لبِرث:
| البيانات المناخية لـبِرث           | البيانات المناخية لـبِرث | البيانات المناخية لـبِرث | البيانات المناخية لـبِرث | البيانات المناخية لـبِرث | البيانات المناخية لـبِرث | البيانات المناخية لـبِرث | البيانات المناخية لـبِرث | البيانات المناخية لـبِرث | البيانات المناخية لـبِرث | البيانات المناخية لـبِرث | البيانات المناخية لـبِرث | البيانات المناخية لـبِرث | البيانات المناخية لـبِرث |
| الشهر                             | يناير                   | فبراير                  | مارس                    | أبريل                   | مايو                    | يونيو                   | يوليو                   | أغسطس                   | سبتمبر                  | أكتوبر                  | نوفمبر                  | ديسمبر                  | المعدل السنوي           |
| --------------------------------- | ----------------------- | ----------------------- | ----------------------- | ----------------------- | ----------------------- | ----------------------- | ----------------------- | ----------------------- | ----------------------- | ----------------------- | ----------------------- | ----------------------- | ----------------------- |
| الدرجة القصوى °م (°ف)             | 14.8 (58.6)             | 15.9 (60.6)             | 21.4 (70.5)             | 23.9 (75.0)             | 28.1 (82.6)             | 31.1 (88.0)             | 31.4 (88.5)             | 30.3 (86.5)             | 26.8 (80.2)             | 24.0 (75.2)             | 17.7 (63.9)             | 15.4 (59.7)             | 31.4 (88.5)             |
| متوسط درجة الحرارة الكبرى °م (°ف) | 6.9 (44.4)              | 7.1 (44.8)              | 9.2 (48.6)              | 12.2 (54.0)             | 15.5 (59.9)             | 18.2 (64.8)             | 20.1 (68.2)             | 19.4 (66.9)             | 16.6 (61.9)             | 12.9 (55.2)             | 9.1 (48.4)              | 6.8 (44.2)              | 12.8 (55.0)             |
| المتوسط اليومي °م (°ف)            | 3.7 (38.7)              | 3.9 (39.0)              | 5.7 (42.3)              | 8.0 (46.4)              | 10.9 (51.6)             | 13.7 (56.7)             | 15.6 (60.1)             | 15.1 (59.2)             | 12.7 (54.9)             | 9.2 (48.6)              | 5.9 (42.6)              | 3.5 (38.3)              | 9.0 (48.2)              |
| متوسط درجة الحرارة الصغرى °م (°ف) | 0.4 (32.7)              | 0.7 (33.3)              | 2.1 (35.8)              | 3.7 (38.7)              | 6.2 (43.2)              | 9.2 (48.6)              | 11.1 (52.0)             | 10.8 (51.4)             | 8.7 (47.7)              | 5.5 (41.9)              | 2.6 (36.7)              | 0.2 (32.4)              | 5.1 (41.2)              |
| أدنى درجة حرارة °م (°ف)           | −18.6 (−1.5)            | −15.1 (4.8)             | −11.9 (10.6)            | −5.3 (22.5)             | −3.7 (25.3)             | −1.1 (30.0)             | 3.2 (37.8)              | 2.9 (37.2)              | −3.6 (25.5)             | −6.5 (20.3)             | −10.2 (13.6)            | −17.8 (0.0)             | −18.6 (−1.5)            |
| الهطول مم (إنش)                   | 89.4 (3.52)             | 57.1 (2.25)             | 58 (2.3)                | 46.1 (1.81)             | 50.8 (2.00)             | 59 (2.3)                | 57 (2.2)                | 65.8 (2.59)             | 72 (2.8)                | 96.9 (3.81)             | 81.7 (3.22)             | 77.6 (3.06)             | 811.3 (31.94)           |
| ساعات سطوع الشمس الشهرية          | 43.1                    | 66.2                    | 112.4                   | 153.3                   | 180.8                   | 163.5                   | 176.8                   | 155.8                   | 122.2                   | 83                      | 61.3                    | 32.9                    | 1٬351٫2                 |
| المصدر #1: Weatherbase            |                         |                         |                         |                         |                         |                         |                         |                         |                         |                         |                         |                         |                         |
| المصدر #2: Met Office             |                         |                         |                         |                         |                         |                         |                         |                         |                         |                         |                         |                         |                         |

## توأمة
لبِرث (اسكتلندا) اتفاقيات توأمة مع كل من:
- أشافنبورغ (1956 - )
- بيدغوشتش
- هايكو
- بسكوف
- كونياك
- بيرث [الإنجليزية]‏ [7]

## أعلام
- دايفيد هيل
- جون بوشان
- مارغريت تيودور
- ميخائيل فالون
- مايكل وايت
- بوبي جيلفيلان
- إيوان مكريغور
- فرانك كريستي
- مارغريت ستيوارت